# Violet Evergarden
Violet Evergarden (яп. ヴァイオレット・エヴァーガーデン, Vaioretto Evāgāden, укр. Вайолет Еверґарден) — серія ранобе, написана Каною Акацукі та проілюстрована Акіко Такасе. Вона була опублікована студією Kyoto Animation під її видавництвом KA Esuna Bunko з грудня 2015 по березень 2020. Це історія про Вайолет Еверґарден, молоду колишню солдатку, яка стає автозапам'ятовувальною лялькою, якій доручено писати листи, що зближують людей.
13-серійна аніме адаптація створена студією Kyoto Animation та трансльована з січня по квітень 2018 з кількома попередніми показами у 2017. OVA вийшла у липні 2018, а також вийшов спіноф, прем'єра якого відбулась в Японії у 2019. Другий аніме фільм «Violet Evergarden: The Movie», що слугує сиквелом до аніме серіалу, вийшов у вересні 2020.
У 2014 році ранобе Вайолет Еверґарден здобуло головний приз у п'ятому щорічному конкурсі Kyoto Animation Award у категорії новел.

## Синопсис
Після чотирьох довгих років конфлікту Велика війна на землі Телезіс нарешті завершилася. У вирі кровопролиття опинилась Вайолет Еверґарден, молода дівчина, вихована як безжальна вбивця. Госпіталізована та покалічена в кривавій сутичці під час завершення війни, вона лишилася лише зі словами «Я тебе люблю» від найдорожчої для неї людини — словами, змісту яких вона не розуміла.
Загоюючи рани, Вайолет починає нове життя, працюючи в CH Postal Company, після сварки з новою родиною опікунів. Там вона випадково стає свідком роботи «автозапам'ятовувальних ляльок», писарів, які відтворюють думки та почуття людей словами на папері. Зворушена цією ідеєю, Вайолет розпочинає роботу як автозапам'ятовувальна лялька — це шлях, що відкриє перед нею пригоди, які змінять життя її клієнтів і, можливо, призведуть до самопізнання.

## Медіа

### Ранобе
Вайолет Еверґарден написана Каною Акацукі та проілюстрована Акіко Такасе. Опублікована студією Kyoto Animation під її видавництвом KA Esuna Bunko, вона виходила з 25 грудня 2015 по 27 березня 2020.

### Аніме
Аніме адаптація була вперше анонсована у рекламному ролику першого тому ранобе у травні 2016 року. У червні 2017, студія Kyoto Animation анонсувала, що заходи Anime Expo, AnimagiC та C3 AFA Singapore 2017 мали провести світову прем'єру першої серії. Прем'єра другої серії вперше відбулась на заходах KyoAni та Do Fan Days 2017 21 жовтня 2017 року, а третьої — у п'яти кінотеатрах Японії 10 грудня 2017 року. 13-серійне аніме транслювалось з 11 січня по 5 квітня 2018 року в Японії. OVA вийшла 4 липня 2018 разом з фінальними Blu-ray та DVD. Режисером серіалу є Таічі Ішідате з Kyoto Animation, а сценарій написано Рейко Йошидою. Акіко Такасе виконала дизайн персонажів, а звукорежисером був Йота Цуруока. Опенінґом є пісня «Sincerely» виконавиці True в той час як ендінгом є пісня «Michishirube» (яп. みちしるべ, дослів. «Дороговказ») виконавиці Мінорі Чіхари. Компанія Netflix розпочала транслювання серіалу по всьому світу 11 січня 2018 року, за винятком США та Австралії, де воно почалося 5 квітня 2018 року. Компанія Anime Limited отримала права на домашній перегляд для серіалу у Великій Британії та Ірландії і показала першу серію на заході MCM London Comic Con 28 жовтня 2017 року. Компанія Madman Entertainment отримала права на домашній перегляд для серіалу в Австралії та Новій Зеландії.

### Фільми
Спіноф фільм, «Violet Evergarden: Eternity and the Auto Memory Doll» (яп. ヴァイオレット・エヴァーガーデン 外伝 - 永遠と自動手記人形, Violet Evergarden Gaiden: Eien to Jidō Shuki Ningyō), прем'єра якого відбулась 3 серпня на німецькому заході AnimagiC 2019 та в Японії 6 вересня 2019 року. Фільм було зрежисовано Харукою Фуджітою, режисеркою серіалу Вайолет Еверґарден. У титрах фільму згадуються імена тих, хто загинув під час підпалу студії Kyoto Animation, — на знак пошани до їхньої праці. Компанія Madman Entertainment здобула ліцензію на фільм в Австралії та Новій Зеландії, де прем'єра фільму в кінотеатрах відбулась 5 та 12 грудня 2019 року відповідно. Компанія Funimation показала фільм у кінотеатрах США на початку 2020 року. Компанія Anime Limited ліцензувала фільм у Великобританії та Ірландії, прем'єра якого запланована на 1 березня 2020 року на кінофестивалі у Глазго.
Із виходом ранобе Violet Evergarden Gaiden на його обкладинці було зазначено, що триває робота над «новим проєктом» — цілком новою роботою в межах аніме-серії. У липні 2018 року на присвяченому серіалу заході було анонсовано, що вищезгаданий новий проєкт — це абсолютно новий аніме-фільм. Прем'єра другого спін-оф фільму,Violet Evergarden: The Movie (яп. 劇場版 ヴァイオレット・エヴァーガーデン, Gekijō-ban Vaioretto Evāgāden), відбулась 18 вересня 2020 року. Спочатку прем'єра була запланована на 10 січня 2020 року, але її було відкладено до 24 квітня 2020 року через підпал студії Kyoto Animation. Згодом прем'єру фільму знову перенесли на 18 вересня 2020 року через пандемію COVID-19. Офіційний канал Kyoto Animation завантажив перші 10 хвилин фільму на YouTube 8 жовтня 2020 року.

## Музика
Саундтрек до серіалу під назвою Violet Evergarden: Automemories був написаний Еваном Коллом і випущений компанією Bandai Namco Arts під їхнім лейблом Lantis 28 березня 2018 року. Він містить 47 композицій, зокрема 6 вокальних композицій, у виконанні Айра Юкі, Мінорі Чіхари та True.